# NGC 7278
NGC 7278 ist eine Balken-Spiralgalaxie vom Hubble-Typ SBc im Sternbild Tukan am Südsternhimmel. Sie ist schätzungsweise 558 Millionen Lichtjahre von der Milchstraße entfernt und hat einen Durchmesser von etwa 130.000 Lichtjahren.
Im selben Himmelsareal befinden sich u. a. die Galaxien IC 5213, IC 5218, IC 5220.
Das Objekt wurde am 11. August 1836 vom britischen Astronomen John Herschel entdeckt.